# Brigitte Motte
Brigitte Motte (ca. 1954) is een Belgisch voormalig hockeyster.

## Levensloop
Motte begon met hockey bij La Rasante, waarvan haar grootvader Marcel Raskin medeoprichter was. Omstreeks 1975 maakte ze de overstap naar Racing Club de Bruxelles. Na de geboorte van haar tweede zoon keerde ze terug naar La Rasante. In totaal won ze vijfmaal de Beker van België. Ook werd ze verschillende malen zaalkampioen. In 1977 behaalde ze brons in de Europacup I.
Daarnaast maakte ze van 1971 tot 1983 deel uit van het Belgisch hockeyteam, waarmee ze onder meer deelnam aan de wereldkampioenschappen van 1974, 1976 en 1981. Op het WK van 1976 behaalde ze brons met de nationale equipe. In totaal verzamelde ze 105 caps.